# Andrew Landry
Andrew Landry (Port Neches, 7 augustus 1987) is een Amerikaanse golfer.

## Biografie
Hij studeerde aan de University of Arkansas waar hij college golf speelde en drie keer All-American was. Toen hij in 2009 afstudeerde, werd hij professional.
Hij won twee toernooien op de Adams Pro Tour en in 2015 behaalde hij zijn eerste overwinning op de Web.com Tour. Op de TPC Cartagena in Cartagena, Colombia won hij de eerste editie van het Cartagena de Indias at Karibana Championship. Na kwalificatie via de Web.com tour komt Landry vanaf 2016 hoofdzakelijk uit op de Amerikaanse PGA Tour. In 2016 kwalificeerde hij zich voor het US Open. Landry, voor het toernooi op de 624e plaats op de wereldranglijst, leidde na 1 dag met 66 slagen het toernooi. Na een tweede ronde met 71 slagen en een derde ronde met 70 slagen kon hij zich kwalificeren voor de finale op dag 4. Na een mindere laatste dag kon zijn eerste Major afsluiten op de 15e plaats.
In april 2018 behaalde Landry zijn eerste overwinning op de Amerikaanse PGA Tour dankzij winst op de Valero Texas Open.

## Overwinningen
Adams Pro Tour
- 2012: Cypresswood Open
- 2014: Bay Oaks Open

Web.com Tour
- 2015: Cartagena de Indias at Karibana Championship Presented by Prebuild
- 2017: The Bahamas Great Abaco Classic

Amerikaanse PGA Tour
- Valero Texas Open